# El Carrascalejo
El Carrascalejo je španělské město situované v provincii Badajoz (autonomní společenství Extremadura).

## Poloha
Obec je vzdálena 13 km od Méridy a 73 km od města Badajoz. Patří do okresu Tierra de Mérida - Vegas Bajas a soudního okresu Mérida. Obcí prochází dálnice A-66.

## Historie
V roce 1834 se obec stává součástí soudního okresu Mérida. V roce 1842 čítala obec 28 usedlostí a 92 obyvatel.

## Odkazy

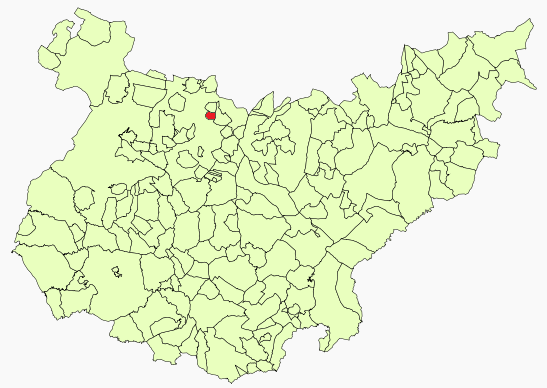
Poloha obce v provincii Badajoz

## Demografie
| Populace obce El Carrascalejo z let (1842–2010) | Populace obce El Carrascalejo z let (1842–2010) | Populace obce El Carrascalejo z let (1842–2010) | Populace obce El Carrascalejo z let (1842–2010) | Populace obce El Carrascalejo z let (1842–2010) | Populace obce El Carrascalejo z let (1842–2010) | Populace obce El Carrascalejo z let (1842–2010) | Populace obce El Carrascalejo z let (1842–2010) | Populace obce El Carrascalejo z let (1842–2010) | Populace obce El Carrascalejo z let (1842–2010) | Populace obce El Carrascalejo z let (1842–2010) | Populace obce El Carrascalejo z let (1842–2010) | Populace obce El Carrascalejo z let (1842–2010) | Populace obce El Carrascalejo z let (1842–2010) | Populace obce El Carrascalejo z let (1842–2010) | Populace obce El Carrascalejo z let (1842–2010) | Populace obce El Carrascalejo z let (1842–2010) | Populace obce El Carrascalejo z let (1842–2010) |
| ----------------------------------------------- | ----------------------------------------------- | ----------------------------------------------- | ----------------------------------------------- | ----------------------------------------------- | ----------------------------------------------- | ----------------------------------------------- | ----------------------------------------------- | ----------------------------------------------- | ----------------------------------------------- | ----------------------------------------------- | ----------------------------------------------- | ----------------------------------------------- | ----------------------------------------------- | ----------------------------------------------- | ----------------------------------------------- | ----------------------------------------------- | ----------------------------------------------- |
| 1842                                            | 1857                                            | 1860                                            | 1877                                            | 1887                                            | 1897                                            | 1900                                            | 1910                                            | 1920                                            | 1930                                            | 1940                                            | 1950                                            | 1960                                            | 1970                                            | 1981                                            | 1991                                            | 2001                                            | 2010                                            |
| 92                                              | 100                                             | 135                                             | 158                                             | 109                                             | 145                                             | 131                                             | 190                                             | 153                                             | 151                                             | 157                                             | 185                                             | 142                                             | 111                                             | 43                                              | 29                                              | 69                                              | 93                                              |